# The Mother of Tears
Mother of Tears (Italiaans: La Terza madre, letterlijk 'de derde moeder') is een Italiaanse horrorfilm uit 2007 van de Italiaanse regisseur Dario Argento. In de hoofdrol spelen Asia Argento, Cristian Solimeno, Moran Atias, Udo Kier en Coralina Cataldi-Tassoni. The Mother of Tears is het afsluitende deel van Argento's bovennatuurlijke horrortrilogie Le Tre madri (De drie moeders) en werd voorafgegaan door achtereenvolgens Suspiria en Inferno. De film toont de confrontatie met de laatste 'moederheks', Mater Lachrymarum, oftewel de 'Moeder der Tranen'.

## Verhaal
Sarah Mandy werkt als curator in een museum. Op een dag openen Sarah en haar collega Giselle per ongeluk een zeer oude urn die gevonden is bij opgravingen. Vanaf dat moment komen er steeds meer kwaadaardige heksen naar Rome en moet Sarah met al haar kracht 'Mater Lachrymarum' stoppen voordat de hel op aarde losbreekt.

## Rolverdeling
- Asia Argento als Sarah Mandy
- Cristian Solimeno als Rechercheur Enzo Marchi
- Daria Nicolodi als Elisa Mandy
- Udo Kier als Eerwaarde Johannes
- Moran Atias als Mater Lachrimarum
- Adam James als Michael Pierce
- Coralina Cataldi-Tassoni als Giselle
- Philippe Leroy als Guglielmo De Witt
- Valeria Cavalli als Marta
- Clive Riche als Man in overjas
- Massimo Sarchielli als De Hobo
- Silvia Rubino als Elga
- Jun Ichikawa als Katerina
- Luca Pescatore als Paul Pierce

## Muziek
Claudio Simonetti componeerde de soundtrack voor The Third Mother, die na vier maanden werk begin april 2007 werd afgerond. Simonetti beschreef de filmmuziek als "heel anders" dan zijn eerdere werk, wat toe te schrijven is aan het onderwerp van de film. De score bevat ook elektronische muziek en invloeden van Simonetti's eerdere werk voor Argento-films, zoals Suspiria en Phenomena.
De soundtrack werd uitgebracht door Edel Music, rond dezelfde tijd als het landelijk verschijnen in de Italiaanse bioscopen (31 oktober 2007) van de film.

## Productie
De film werd geproduceerd in Italië als het afsluitende deel van de Three Mothers Trilogy.

## Trivia
- Ania Pieroni kreeg de rol voor Mater Lachrymarum aangeboden (aangezien ze de rol eerder speelde in Inferno), maar wees het aanbod af.